# 1006的房客
《1006的房客》，2018年台灣偶像劇，為愛奇藝臺灣市場代理商歐銻銻娛樂首部自製戲劇，由李國毅、謝欣穎、謝坤達、黃騰浩、謝沛恩、許光漢領銜主演。2017年11月開鏡，2018年2月8日殺青，愛奇藝台灣站、台視主頻及Astro GO於2018年3月14日起晚間十點首播，東森綜合台則於3月17日起晚間八點播出，愛奇藝台灣站VIP用戶及Astro GO於5月30播出最終回，台視主頻於6月7日播出最終回，愛奇藝台灣站及東森綜合台則於6月9日播出最終回，幕後花絮《你繳房租了嗎》在愛奇藝台灣站、台視主頻及東森綜合台播出。
2022年翻拍為中國網路劇《我的秘密室友》。

## 播出時間

### 首播
| 頻道/影音             | 所在地   | 播出日期      | 播出時間                                                 |
| --------------------- | -------- | ------------- | -------------------------------------------------------- |
| 愛奇藝台灣站          | 臺灣     | 2018年3月14日 | VIP每週三 22:00搶先上架兩集 一般用戶每週六 22:00上架兩集 |
| 台視主頻              | 臺灣     | 2018年3月14日 | 每週三至週四 22:00－23:00 （至4月12日第10集）            |
| 台視主頻              | 臺灣     | 2018年4月18日 | 每週三至週四 22:30－23:30 （至5月24日第22集）            |
| 台視主頻              | 臺灣     | 2018年5月30日 | 每週三至週四 22:15－23:15 （第23集起）                   |
| 東森綜合台            | 臺灣     | 2018年3月17日 | 每週六 20:00－22:00                                      |
| Astro GO              | 马来西亚 | 2018年3月14日 | 每週三 22:00搶先上架兩集                                 |
| Astro双星 Astro双星HD | 马来西亚 | 2018年5月27日 | 每週日 14:30－16:30 （連播兩集，至6月17日第8集）         |
| Astro双星 Astro双星HD | 马来西亚 | 2018年6月24日 | 每週日 17:00 - 19:00 （連播兩集，第9集起）               |
| 愛奇藝                | 中国大陆 | 2018年8月7日  | VIP全集上架 一般用戶每週一二 20:00上架兩集               |

### 重播
| 頻道                  | 所在地   | 播出日期      | 播出時間                                  |
| --------------------- | -------- | ------------- | ----------------------------------------- |
| 台視主頻              | 臺灣     | 2018年3月14日 | 每週三至週四 23:00－24:00 (至4月12日)     |
| 台視主頻              | 臺灣     | 2018年4月8日  | 每週日 14:30－16:30                       |
| 東森綜合台            | 臺灣     | 2018年3月17日 | 每週六 23:30－01:30 （至4月14日，第11集） |
| 東森綜合台            | 臺灣     | 2018年3月18日 | 每週日 16:00－18:00                       |
| 東森綜合台            | 臺灣     | 2018年4月21日 | 每週六 22:00－24:00 （第12集起）          |
| 東森綜合台            | 臺灣     | 2018年7月3日  | 每週一至週五 21:00－22:00                 |
| Astro双星 Astro双星HD | 马来西亚 | 2018年5月28日 | 每週一 10:00 - 12:00                      |
| Astro双星 Astro双星HD | 马来西亚 | 2018年5月29日 | 每週二 04:00 - 06:00                      |
| Astro双星 Astro双星HD | 马来西亚 | 2018年6月18日 | 每週一 01:30 - 03:30（第7集起）           |

## 劇情大綱
高傲自負、從無敗績的王牌刑案律師柯震宇（李國毅飾），在柔道金牌教練命案的辯護中遭陷害，被檢察官慕思明（謝坤達飾）起訴偽造證據而身敗名裂，而落魄的他，搬進了一間神秘的老公寓...
每到晚上10點06分，公寓裡都會出現另外一位女房客，柯震宇原本以為自己遇到鬼，但其實這位女房客是菜鳥實習記者程家樂（謝欣穎飾），她是這間老公寓的前房客，但因為震宇撿到的一隻紙馬，造成他們在這間公寓雖然是相隔了四個月的時空，卻在每天的晚上10點06分至10點52分發生時空融合，讓兩人身處同地。
震宇原本想利用家樂來幫他改變人生，但他們兩人之間的感情卻逐漸萌芽，而且震宇發現，四個月後的程家樂在看似不起眼的意外中死亡，竟藏著真正破案的關鍵，震宇是否能挽救「失敗的官司」及「家樂的生命」......

## 演員列表

### 主要演員
| 演員   | 角色   | 介紹 | 登場集數               |
| 李國毅 | 柯震宇 | 28歲，高傲自負、從無敗績的王牌刑案大律師、辯護律師，震風事務所老闆，慕思明的學弟，程家樂的男朋友。 冷酷犀利，但常常得罪人，讓檢察官頭疼不已的不敗律師，但接手柔道金牌教練命案卻遭到人生中第一場敗訴，還被陷害偽造證據而身敗名裂，讓人生跌落谷底，而搬進了一間神祕的老公寓，那間公寓竟然每到晚上10點06分都會有一個叫程家樂的陌生女子闖入，但其實是發生時空融合，使兩人生活雖然在相差四個月的時空中，卻在那段時間生活在同一空間，房間也會將兩人的東西合併，紙飛馬會合二為一，到了晚上10點52分時空融合結束。與家樂兩人想要一起挽救承浩命案的事件發生，使得自己必須製造偽證而身敗名裂，但自己發現家樂在2017年12月22日於地檢署時心臟病發去世，自己撿到她手中掉落的飛馬，才會造成時空融合，想要幫家樂改變她的命運，因為已經無法改變江承浩和吳繼柔結婚的事實。為了救家樂，去問了蔓蔓及慕思明，請慕思明再看一次家樂的驗屍報告，發現法醫少驗了血糖濃度，懷疑家樂可能被兇手施打胰島素造成血糖過低死亡，誤判成心臟病發。在家樂所處時空的2017年11月5日，與家樂兩人才明白可以從後陽台，通往四個月前的過去，而從正門離開，會到達自己所處的2018年。從2018穿越回到2017年11月13日，擋下章德培的胰島素毒針，在程家樂及眾人和2017年的自己面前消失，而讓家樂保命，也令章德培繩之以法。懷疑大軍做出了什麼非法行為。家樂在制伏章德培時丟掉飛馬，隔晚被2017年的自己找回，也知道她和自己爸爸的關係，也擁有2018年的記憶，可是，他為了救畏罪自殺的周大軍而擋下子彈，而昏迷數月。2018年2月1日 10:06 醒來。 | 全劇                   |
| 謝欣穎 | 程家樂 | 25歲，零戀愛經驗的熱血菜鳥記者。柯震宇的女朋友。 1992年6月15日下午5點出生。性格樂觀爽朗，從小就在柔道館和師兄弟一起長大，為了替社會正義發聲而立志成為記者。但怎麼也沒有想到，每到晚上10點06分會闖入一個高傲又難纏的律師柯震宇家，甚至開始同居生活，但其實是發生時空融合，使兩人生活雖然在相差四個月的時空中，卻在那段時間生活在同一空間，房間也會將兩人的東西合併，到了晚上10點52分時空融合變結束。與震宇兩人想要一起挽救承浩命案的事件發生，而自己在2017年12月22日10點06分於地檢署時，因心臟病發而停頓，急救46分鐘後在10點52分去世，手中掉落的飛馬被震宇撿到，才會造成時空融合，2018年3月5日，自己因心臟病病發去世的事被柯震宇知道後，震宇想要改變命運，請慕思明再次審視驗屍報告，思明發現法醫少驗了血糖濃度，懷疑可能被兇手施打胰島素造成血糖過低死亡，誤判成心臟病發。在江承浩和吳繼柔註冊登記前5晚，才明白柯震宇的苦衷，協助震宇改變過去，卻已經來不及改變。因為揭發沈洛瑋外遇一事而逐漸改變未來，卻發現陳玉芳是漸凍症病人而感到內疚。與2018年的柯震宇聯手調查案件後，反而提前在11月30日，以跟原本的相同理由過世，後來更提前為11月13日。後來被2018年的震宇解救，改變死亡的命運，而在制伏章德培時丟掉飛馬，隔晚被2017的柯震宇找回。發現柯震宇擁有未來的他的記憶後，主動反追求他，可是，她發現未來的他會頭部受傷昏迷。她被周大軍挾持為人質，偶然在小時候被綁架的同一地方。 | 全劇                   |
| 謝坤達 | 慕思明 | 29歲，嫉惡如仇的正義檢察官，柯震宇的學長，喜歡程家樂。 出身於法律世家，個性嚴謹，是檢警界的明日之星，但與學弟柯震宇兩人因價值觀的差異而不睦，也讓兩人在法律界當上對峙的職位，而在愛情世界中有著最純粹與暖男的一面。在震宇所造成的蝴蝶效應下，與家樂因裸屍案而認識，也漸漸喜歡上家樂。家樂離世後，對柯震宇透露，江承浩和程家樂的法醫剛好是同一人，所以柯震宇想對他們的法醫報告再次審視，而發現法醫少驗了血糖濃度，懷疑家樂可能被兇手施打胰島素造成血糖過低死亡，誤判成心臟病發。他自從追求程家樂失敗後，跟同事低調談戀愛。 | 1,3-12,14-19,22-26     |
| 黃騰浩 | 吳瀚文 | 30歲，集團富二代，柔道協會新任會長，吳繼柔的哥哥，喜歡蔓蔓。 心思縝密，寵愛妹妹，又浪漫多金，被稱人生勝利組，是位備受矚目的集團接班人，但始終得不到強勢的父親認同，而保護同病相憐的妹妹繼柔，是自己能慰藉的唯一方式。在江承浩命案後，自認是煙民，成為殺死江承浩兇手的嫌疑犯，與繼柔為無血緣關係之兄妹，到現在還愛著繼柔，後來掐殺繼柔未遂。原與大軍達成合作協議，但最後被大軍背叛，遭警方狙擊身亡。 | 1,6,9,13,15-17,19-26   |
| 謝沛恩 | 吳繼柔 | 27歲，命運多舛的集團千金，吳瀚文的妹妹，柯震宇的青梅竹馬，江承浩的妻子。 個性不同於典型的千金小姐，性格溫柔婉約。因為小時候被同學霸凌，青梅竹馬柯震宇為了自己出頭，兩人的友誼更加深厚，而當自己被指控謀殺未婚夫江承浩，就向王牌大律師柯震宇求助，因為自己堅信震宇會幫自己洗脫冤屈，但震宇猜測是被江承浩家暴，才失手拿獎盃殺了江承浩。家樂與2018年的柯震宇聯手調查案件後，反而在11月30日，已在一審被定罪，也被監禁，與瀚文為無血緣關係之兄妹，曾經愛過瀚文。因為母親離家出走，曾住在震宇家六年。被吳瀚文掐殺未遂，醒來後因創傷後壓力症候群（PTSD）而失憶，記憶一直回到高中時與柯震宇家住，而吳媽尚未改嫁的日子。 | 1-4,6-9,11,13,15-24,26 |
| 許光漢 | 周大軍 | 28歲，柯震宇的律師助理，鐵志遠的表哥，有感情潔癖。 與震宇是難兄難弟，外號小寶，在律師助理這個職業跟朋友關係都取得震宇的信任，和震宇相處的關係爽朗外放，但對感情卻是很專一的，因為柯震宇偽造證據的風波，所以才暫時選擇到舅舅的網咖打工。2017年在江承浩命案後患有感冒。喜歡小薇，是動保社團員，是殺死小薇的兇手，也是被吳瀚文要挾以假證物陷害柯震宇的執行人。向柯震宇自首後，兩人感情從此決裂，也繼而在柯靖軒殉職的地方，再次綁架程家樂。與警方對峙、與柯震宇談判過程中，意圖舉槍自盡，最後被柯震宇擋下子彈。 | 1-12,14-26             |

### 其他演員
| 演員   | 角色   | 介紹 | 登場集數                     |
| 郭鑫   | 江承浩 | 金牌柔道選手，在程家樂父親開的道館當柔道教練，和家樂熟識，一起長大的暖男哥哥，也是吳繼柔的丈夫，原本已經結婚，準備過著幸福快樂的日子，不料卻死於非命，也讓震宇因這場官司而身敗名裂，但震宇與家樂想要阻止這場命案，震宇猜測可能繼柔是被家暴，才失手拿獎盃殺人。在改變之後，與周羽喬提早一天分手，也因此提早一天發生命案。                                | 1,3-4,6-11,13,15-16,18,22,24 |
| 劉品言 | 李淑真 | 蘭芳麵食館老闆娘，因為看到柯震宇的新聞，對柯震宇誤會很深，跟他說「這次的麵算我請你，下次不要再來了」，之後開導震宇與家樂之間的不和睦。丈夫因販毒坐牢，假釋出獄後，雖然已申請保護令，但丈夫想見女兒一面，而擅自載女兒放學，途中發生車禍兩人都身亡，那天是11月4日，也是自己的生日，所以往後每年當天都不會開門營業。柯震宇住院後，程家樂才成為該店的熟客。 | 1,4-7,10,13-14,16,21.26      |
| 馬力歐 | 閻光中 | 外號閻羅王，程家樂的公司前輩，都會把家樂的名字叫成「家怡」，覺得新聞就是要越腥羶越好，只重視收視率。 | 1,4-7,9,11-12,15-16,18,23,25 |
| 劉宇菁 | 蕭蔓蔓 | 程家樂最要好的朋友，Clover Café 咖啡店老闆，喜歡瀚文，在2017年11月2日曾經來過時空穿越的家，卻不知情。2018年3月7日來震宇家找到家樂遺物其中的一罐飛馬摺紙和筆記本，而告訴震宇2018年家樂的死因，一直懷疑家樂是因過勞而死。 | 2-8,10-17,21-23,25-26        |
| 嚴浩   | 周一傑 | 程家樂的柔道師弟。不喜歡家樂當記者，因為自知她的柔道資質比自己強很多，而自己也是最不會自律和體重控管，需要家樂幫助。擊敗日本選手後，也被發現有抗貧血的違禁藥米屈肼，其實是被林柏禹強迫服用，也造成被禁賽的後果，從而打垮江承浩和柔道道館的聲譽。江承浩和程家樂離世後，跟溫育仁成為教練。                                                                | 1,4,6,8-9,13,17-18           |
| 洪浩竣 | 溫育仁 | 程家樂的柔道師弟。江承浩和程家樂離世後，跟周一傑成為教練。 | 1,4,6,8-9,17                 |
| 蔡阿炮 | 馮士偉 | 偵辦裸屍案的老刑警，曾和柯父共事。只有熱血的正義感，但因為求好心切，曾嫁禍給鐵志遠。在2017年12月22日，第一位告訴慕思明，程家樂在急救的消息，後來2018年懷疑程家樂被兇手施打胰島素。 | 1,4,7-8,12-13,15-16,23,25-26 |
| 曾威豪 | 趙以文 | 外號文哥，程家樂的公司前輩，攝影師，帶著程家樂到處跑線。其實跟程家樂的理念相符，曾立志考上警大，卻因體能欠佳而作罷。跟iTV主播發展地下戀情。 | 1,4-7,9-12,16-18,26          |
| 何紫妍 | 周羽喬 | 江承浩的外遇對象，之前是承浩的粉絲，到道館上課，而認識承浩。 | 8-9,13,15-16                 |
| 段鈞豪 | 林柏禹 | 柔道道館的師兄弟，是承浩選出的國家隊教練，但也因為某些原因對承浩不滿。逼迫道館選手吃抗貧血的違禁藥米屈肼，也造成被禁賽的後果，從而打垮江承浩和柔道道館的聲譽，禁藥案件後出國潛逃。 | 6,8-9,15-16                  |
| 楊永維 | 章德培 | 吳瀚文大學死黨，柔道道館物理治療防護員。暗戀繼柔多年，偷拍承浩外遇，是用胰島素刺殺程家樂的兇手。 | 13-19,21-23                  |

### 特別演出
| 演員   | 角色   | 介紹 | 登場集數     |
| 龍天翔 | 程正   | 程家樂的爸爸，血癌病人，因聽到程家樂被挾持，和柯父同一日過世。程家樂從此成為孤兒，由江家代為照顧。 | 1-2(相片),13 |
| 謝瓊煖 | 小薇母 | 羅小薇的母親。 | 4-5,7        |
| 謝其文 | 小薇父 | 羅小薇的父親。 | 4-5,7        |
| 劉冠廷 | 鐵志遠 | 綽號小鐵，桀驁不遜的知名地下樂團主唱，被指控殺死女友羅小薇並棄屍於郊外，請柯震宇擔任辯護律師，但事實是被陷害指控成兇手，因為他是左撇子，閱讀能力欠佳，兇手卻是用右手行兇，後來發現真正的殺人兇手，是喜歡小薇的表哥周大軍，而周大軍雖然是左撇子，但行兇時刻意用右手殺害。                                                                                   | 4-7,19-20    |
| 方語昕 | 羅小薇 | 小鐵的女友，被周大軍殺害，但男友鐵志遠卻被陷害指控成兇手。品學兼優，跟父母都是基督徒，但因為托福成績欠佳，而沒有到茱莉亞音樂學院留學。 | 5-7,19-20    |
| 古斌   | 沈洛瑋 | 精神科名醫，柯震宇的高中同學。涉嫌藥商回扣案，但檢方因證據不足而不起訴，負責這件案子的慕思明，決定與記者程家樂偷偷調查這個事件，而讓自己與健身教練外遇的事情被揭穿，最終被定罪，柯震宇以顧問律師身份，讓沈洛瑋轉為污點證人，沈洛瑋沒有被收押，但被停職留薪。                                                                                               | 9-12         |
| 沈佑承 | 小震宇 | 小時候的柯震宇，送爸爸自己折的「飛馬」。 | 10           |
| 傅雷   | 柯靖軒 | 警察，柯震宇的爸爸，在震宇高中時為了抓歹徒兼救下還是高中生的程家樂而因公殉職，在小時抓歹徒前收下了震宇送的飛馬做為護身符。本來剩下一個月就退休，救回被當人質的程家樂，自己卻因為與張子丞談判失敗而被槍殺，而在被殺害前也把柯震宇送的紙飛馬送給高中時期的程家樂，也曾經暗中收養周大軍，因為周爸爸在舅舅的網吧醉酒鬧事而被拘捕。                             | 10,13,26     |
| 賴雅妍 | 陳玉芳 | 沈洛瑋的妻子，漸凍症的患者，原本在2018年3月1日，因為知道丈夫有小三而傷心，加上身體狀況而去世，但在震宇告訴家樂沈洛瑋外遇對象後，家樂報導此事新聞，而決定不要拖累丈夫，想與丈夫離婚，並以證人身份，告訴慕思明回扣案所有事情，沈洛瑋卻不想離婚，想好好的照顧妻子，兩人因改變的未來找到全新相處方式。在改變過去後的2018年3月5日，依然活著，但已喪失說話能力。 | 11-12        |
| 沈孟生 | 局長   | 城中分局局長，和柯父含冤而死相關。 | 13           |
| 穆妍妤 | 謝小姐 | 寵物狗黑妞被章德培撞死，提供章德培的車牌跟聯絡資訊給2018年的柯震宇及大軍。 | 16           |
| 雷洪   | 吳父   | 吳瀚文的父親，吳繼柔的繼父，耀泰集團總裁。 | 16           |
| 林逸欣 | 陳凡   | 柯震宇和慕思明的大學學姊，在一次聯誼中，差點遭到酒醉的男子性侵，幸好及時逃出 但沒同行的學妹，讓學妹被酒醉的男子勒死，被學妹的家人大力譴責，震宇建議不要出席學妹告別式，而被網友罵翻，震宇還故意激怒讓網友涉及人身攻擊，後來因無法逃離性侵陰霾及網路霸凌而自殺，也讓柯震宇與慕思明的感情從此決裂。                                                          | 16           |
| 未知   | 林書涵 | 慕思明的女友。 | 26           |

## 電視劇歌曲
| 曲別   | 歌名           | 演唱者 | 作詞   | 作曲   |
| 片頭曲 | 凜冬將至       | 潘裕文 | 陳惠婷 | 陳惠婷 |
| 片尾曲 | 聊傷           | 畢書盡 | 小寒   | 蔡健雅 |
| 插曲   | 逃不過         | 張詒博 | 張詒博 | 張詒博 |
| 插曲   | 當我們不在一起 | 魏妙如 | 魏妙如 | 魏妙如 |
| 插曲   | 假假           | 魏妙如 | 魏妙如 | 魏妙如 |
| 插曲   | 奇奇怪怪       | 魏妙如 | 魏妙如 | 魏妙如 |
| 插曲   | Hello Angel    | 陳彥允 | 陳彥允 | 陳彥允 |

## 獎項
| 年度 | 大獎                          | 獎項                          | 入圍者     | 結果   |
| ---- | ----------------------------- | ----------------------------- | ---------- | ------ |
| 2018 | 第53屆金鐘獎                  | 戲劇節目女配角獎              | 謝沛恩     | 入圍   |
| 2018 | Google台灣 2018年度搜尋排行榜 | 快速竄升電視劇                | 1006的房客 | 第十名 |
| 2019 | 亞洲影藝創意大獎              | 台灣區 最佳OTT/流媒體原創節目 | 1006的房客 | 獲獎   |

## 製作團隊
- 導演：陳戎暉
- 總監製：廖健行
- 監製：陳慕函
- 企劃：郭郁婷
- 編審：邱詩怡
- 製作人：陳戎暉、方孝仁、陳俊安
- 編劇統籌：李登雅
- 編劇：費工怡、陳萱、方婕
- 製作公司：大河海匯影像製作股份有限公司、歐銻銻娛樂
- 統籌：郭星輝
- 冠名贊助
  - 台視：大誠保險經紀人
  - 愛奇藝：Subway

## 相關商品
- 《1006的房客 影視改編小說》
  - 作者：方婕
  - 出版公司：尖端出版
  - 發行日期：2018年6月7日

## 外部連結
- 官方网站－愛奇藝
- 官方网站－台視
- 官方网站－Astro雙星
- 1006的房客的Facebook專頁
- 1006的房客 （页面存档备份，存于）－愛奇藝
- 你繳房租了嗎 （页面存档备份，存于）－愛奇藝

| 臺灣 台視主頻 每週三至週四 22:00 - 23:00 · 4月18日起，改為22:30 - 23:30 · 5月30日起，改為22:15 - 23:15 | 臺灣 台視主頻 每週三至週四 22:00 - 23:00 · 4月18日起，改為22:30 - 23:30 · 5月30日起，改為22:15 - 23:15 | 臺灣 台視主頻 每週三至週四 22:00 - 23:00 · 4月18日起，改為22:30 - 23:30 · 5月30日起，改為22:15 - 23:15 |
| --- | --- | --- |
| | 1006的房客 （2018年3月14日－2018年6月7日）                                                             | |
| 皮諾丘（重播） （2018年2月19日－2018年3月13日） （週一至週四 22:00 - 24:00）                           | 人際關係事務所 （2018年6月13日－2018年8月30日）                                                        | |

| 臺灣 東森綜合台 每週六 20:00 - 22:00              | 臺灣 東森綜合台 每週六 20:00 - 22:00              | 臺灣 東森綜合台 每週六 20:00 - 22:00                   |
| ------------------------------------------------- | ------------------------------------------------- | ------------------------------------------------------ |
|                                                   | 1006的房客 （2018年3月17日－2018年6月9日）        |                                                        |
| 綜藝大熱門 （2017年12月16日－2018年3月10日）      | 人際關係事務所 （2018年6月16日－2018年9月1日）    |                                                        |
| 每週一至週五 21:00 - 22:00                        |                                                   |                                                        |
| 致，第三者（重播） （2018年6月4日－2018年7月2日） | 1006的房客（重播） （2018年7月3日－2018年8月7日） | 稍息立正我愛你（重播） （2018年8月8日－2018年9月10日） |

| 马来西亚 Astro双星、Astro双星HD 每週日 14:30 - 16:30（連播兩集） · 6月24日起改为每週日 17:00 - 19:00（連播两集） | 马来西亚 Astro双星、Astro双星HD 每週日 14:30 - 16:30（連播兩集） · 6月24日起改为每週日 17:00 - 19:00（連播两集） | 马来西亚 Astro双星、Astro双星HD 每週日 14:30 - 16:30（連播兩集） · 6月24日起改为每週日 17:00 - 19:00（連播两集） |
| --- | --- | --- |
| | 1006的房客 （2018年5月27日－2018年8月19日）                                                                      | |
| 全新台湾偶像剧时段                                                                                               | 周日台湾偶像剧时段取消                                                                                           | |

| 臺灣 東森戲劇台 每週六、日 20:00 - 22:00     | 臺灣 東森戲劇台 每週六、日 20:00 - 22:00        | 臺灣 東森戲劇台 每週六、日 20:00 - 22:00 |
| -------------------------------------------- | ----------------------------------------------- | ---------------------------------------- |
|                                              | 1006的房客 （2019年3月30日－2019年5月11日）     |                                          |
| 獅子王強大 （2018年12月22日－2019年3月24日） | 人際關係事務所 （2019年5月12日－2019年6月22日） |                                          |

| 马来西亚 Astro喜悦HD 每週一至五 13:00 - 14:00 | 马来西亚 Astro喜悦HD 每週一至五 13:00 - 14:00  | 马来西亚 Astro喜悦HD 每週一至五 13:00 - 14:00 |
| --------------------------------------------- | ---------------------------------------------- | --------------------------------------------- |
|                                               | 1006的房客 （2019年4月3日－2019年5月8日）      |                                               |
| 我的男孩 （2019年2月19日－2019年4月2日 ）     | 人際關係事務所 （2019年5月9日－2019年6月11日） |                                               |